# 藤原家範
藤原 家範（ふじわら の いえのり）は、平安時代後期の貴族。藤原北家隆家流、右中弁・藤原師家の子。官位は正四位下・大膳大夫。

## 経歴
権大納言・藤原経輔の孫に生まれ、父・師家も順調に昇進するが康平元年（1058年）に右中弁のまま32歳で早世してしまう。そのため家範も昇進が遅れ、治暦3年（1067年）に遠江守をはじめ、安芸守、和泉守などの地方官や、右近衛少将、大膳大夫を務めるも位階は正四位下に止まった。保安4年（1123年）9月15日卒去。享年76。

## 官歴
- 治暦3年（1067年） 日付不詳：遠江守[1]
- 延久3年（1071年） 日付不詳：得替[1]
- 時期不詳：従四位上
- 応徳2年（1085年） 日付不詳：和泉守[1]
- 寛治7年（1093年） 正月25日：前和泉守[2]。9月11日：見大膳大夫[2]
- 嘉保2年（1095年） 8月8日：正四位下[3]
- 嘉承元年（1106年） 11月9日：見安芸守[2]
- 保安4年（1123年） 9月15日：卒去

## 系譜
- 父：藤原師家
- 母：藤原泰憲の娘
- 妻：藤原公基の娘 - 実仁親王室
- 妻：藤原家子（藤原家房の娘）（?-1117年） - 堀河天皇乳母、典侍、のち大江匡房室
  - 長男：藤原基隆（1075年-1132年）
  - 男子：大江家保 - 大江匡房養子
- 妻：藤原盛実の娘
  - 男子：藤原宗隆
  - 男子：範経
  - 男子：範覚
  - 男子：行範
  - 女子：美福門院女房少将局 - 平時信室[4]
  - 女子：源有房室